# 波爾科二世 (希維德尼察)
波爾科二世（波蘭語：Bolko II Mały，約1312年—1368年7月28日），希維德尼察公爵，1326年至1368年在位，父親是希維德尼察的伯納德。

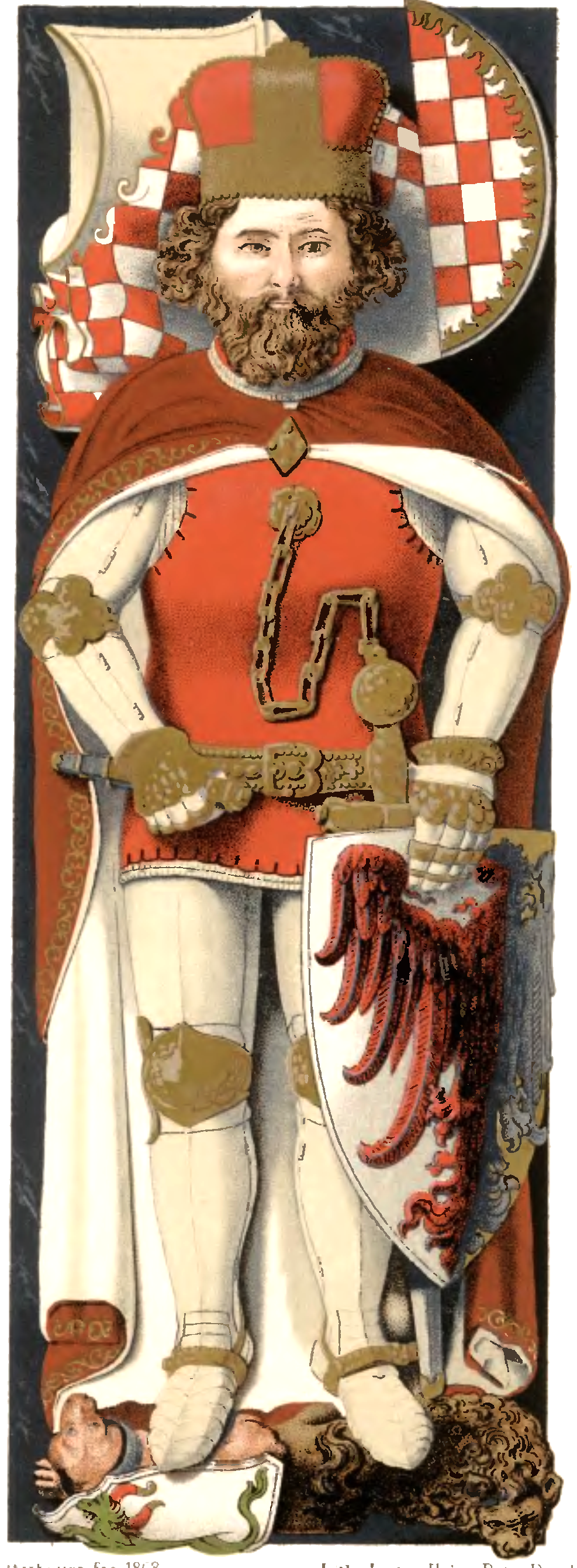

1333年，波爾科二世與奧地利公爵利奧波德一世的女兒阿格尼絲結婚，兩人沒有子女。1368年波爾科二世去世，遺孀阿格尼絲繼承其領地。